# Witches
「Witches」（ウィッチズ）は、中山美穂の14枚目のシングル。1988年11月14日にキングレコードからリリースされた。規格品番はEP: K07S-10281、CDS:KIDS-97。

## 概要
前作「人魚姫 mermaid」に続く ″フェアリーコンセプト″ に基づくシングル作品の第2弾。この曲で『第17回 FNS歌謡祭』グランプリを受賞し、『第39回NHK紅白歌合戦』に初出場を果たし、以後同番組に7年連続で出場した。
初回プレス版は、CDがレッドディスク（赤色）になっている。

## 収録曲
1. Witches
作詞: 康珍化 / 作曲: CINDY / 編曲: 鳥山雄司
2. 誓いを破って
作詞: 康珍化 / 作曲: CINDY / 編曲: 村松邦男

## 収録アルバム
Witches
- angel hearts - Album Version
- COLLECTION II
- Pure White Live '94（限定盤） - ライブ音源（シングルメドレー）
- Complete SINGLES BOX
- 中山美穂 パーフェクト・ベスト
- 中山美穂 パーフェクト・ベスト2 - Album Version
- 30th Anniversary THE PERFECT SINGLES BOX
- All Time Best

誓いを破って
- Ballads
- Complete SINGLES BOX
- 30th Anniversary THE PERFECT SINGLES BOX